# Potters Hill (Carolina del Norte)
Potters Hill es un lugar designado por el censo ubicado en el condado de Duplin en el estado estadounidense de Carolina del Norte. La localidad en el año 2010, tenía una población de 481 habitantes.

## Geografía
Potters Hill se encuentra ubicado en las coordenadas 34°58′11.26″N 77°42′21.53″O / 34.9697944, -77.7059806.